# Zulfiya Chinshanlo
Zulfiya Chinshanlo est une haltérophile kazakhe, née le 25 juillet 1993 à Almaty.

## Biographie
Les autorités chinoises prétendent qu'elle serait née en Chine, à Yongzhou dans le Hunan et non à Almaty et qu'elle aurait été naturalisée kazakhe, après avoir émigré en 2008. L'intéressée n'aurait pas répondu aux questions sur ce sujet lors de la conférence de presse qui a suivi sa victoire olympique. Son nom de naissance serait, selon l'agence officielle chinoise Soon Xinhua, Zhao Changling. Les autorités kazakhes la présentent comme une Doungane (Chinois musulmans du Kazakhstan), née à Bichkek comme sa compatriote Doungane Maiya Maneza, selon son entraîneur, ou encore à Almaty.
Elle remporte le concours des moins de 53 kg des Jeux olympiques de 2012 à Londres. Le 27 octobre 2016, le Comité international olympique annonce sa disqualification de ces Jeux et le retrait de sa médaille en raison de la présence de substances interdites, l'oxandrolone et le stanozolol, dans les échantillons prélevés lors de ces Jeux.

## Palmarès

### Jeux olympiques de la jeunesse
- Haltérophilie aux Jeux olympiques de la jeunesse d'été de 2010  à Singapour
  -  Médaille d'argent en moins de 58 kg.

### Championnats du monde d'haltérophilie
- Championnats du monde d'haltérophilie 2014 à Almaty
  -  Médaille d'or en moins de 53 kg.
- Championnats du monde d'haltérophilie 2011 à Paris
  -  Médaille d'or en moins de 53 kg.
- Championnats du monde d'haltérophilie 2009 à Goyang
  -  Médaille d'or en moins de 53 kg.

### Jeux asiatiques
- Jeux asiatiques de 2014 à Incheon
  -  Médaille d'argent en moins de 53 kg.
- Jeux asiatiques de 2010 à Canton
  -  Médaille d'argent en moins de 53 kg.